# Benito de Frutos
Benito de Frutos (Cuéllar, 1871 - Cuéllar, 8 de noviembre de 1941) fue un religioso y fotógrafo español, creador del archivo fotográfico que lleva su nombre, propiedad en la actualidad del Santuario de El Henar.

## Biografía
Nacido en la villa segoviana de Cuéllar en 1871, cursó estudios eclesiásticos en el Seminario de Segovia, siendo ordenado sacerdote en 1894. Posteriormente amplió estudios en la Universidad de Salamanca, donde se licenció en Cánones y se doctoró en Teología.
Fue capellán del monasterio de Santa Clara y cura párroco de la iglesia de San Esteban, ambos en su villa natal. A lo largo de su vida llevó a cabo una importante actividad cultural, y fue académico correspondiente de la Real Academia de la Historia, director del Museo de Segovia y miembro de varias comisiones relacionadas con las Bellas Artes.
Interesado por la fotografía, consiguió reunir un archivo de más de 1.300 fotografías correspondientes a la provincia de Segovia, en el que priman las estampas regionalistas, que en la actualidad se custodian en un archivo fotográfico que lleva su nombre.